# لورا بليندكيلد
لورا ماديسون بلايندكيلد براون (من مواليد 9 سبتمبر 2003) لاعبة كرة قدم إنجليزية محترفة، تلعب في مركز الوسط مع نادي مانشستر سيتي للسيدات، ضمن في دوري السوبر للسيدات، ومنتخب إنجلترا لكرة القدم للسيدات. سبق لها اللعب مع أندية برمنغهام سيتي للسيدات وأستون فيلا للسيدات، وكما مثلت منتخب إنجلترا في فئة الشباب.

## مسيرتها الكروية
لعبت بليندكيلد كرة القدم مع فريق وارندون فيليجيز بويز حتى سن التاسعة. ثم انضمت إلى أكاديمية أستون فيلا بعد أن لعبت ضمن فريق تحت 11 عامًا، قبل أن تنضم إلى برمنغهام سيتي بعد خمس سنوات.

### برمنغهام سيتي
لعبت لورا بليندكيلد لفريق أكاديمية تحت 21 عامًا في برمنغهام سيتي قبل أن تظهر لأول مرة مع النادي في 11 ديسمبر 2019 كبديل في الوقت المحتسب بدل الضائع ضد مانشستر يونايتد في هزيمة 3-1 في كأس الدوري الإنجليزي للسيدات 2019–20. ظهرت لأول مرة في الدوري الإنجليزي الممتاز للسيدات في الشهر التالي في 5 يناير 2020 في مباارة خسارها برمنغهام سيتي أمام نادي أرسنال للسيدات بنتيجة 2-0.

### أستون فيلا
في يونيو 2020 انتقل إلى نادي أستون فيلا للسيدات، حيث لعب في البداية مع فريق أكاديمية النادي. في 9 سبتمبر 2021، وقعت أول عقد احترافي لها مع أستون فيلا. اختارت أن تنتقل من اللعب تحت اسم عائلتها "براون" لعرض اسمها الدنماركي الأوسط "بليندكيلد" على ظهر قميصها لموسم 2021–22. اختيرت بليندكيلد كأفضل لاعبة شابة في أستون فيلا لموسم 2021-22 وموسم 2022-23، بعد أن شاركت في جميع مباريات دوري السوبر للسيدات باستثناء مباراة واحدة في الموسم الأخير.

## مسيرتها الدولية

### منتخب الشباب
مثلت بليندكيلد منتخب إنجلترا تحت 17 عامًا، وتحت 19 عامًا، وتحت 23 عامًا. يحق لها تمثيل الدنمارك من خلال والدتها الدنماركية، لكنها صرحت بأنها ترغب باللعب لمنتخب إنجلترا فقط.
استُدعيت بليندكيلد لأول مرة إلى منتخب إنجلترا تحت 23 عامًا في 25 أغسطس 2022 لمباراة ضد النرويج. ظهرت لأول مرة في وقت لاحق من تلك المباراة في 2 سبتمبر، حيث دخلت بديلة في الدقيقة 83 في فوز 2-1 على منتخب النرويج تحت 23 عامًا. في 6 أبريل 2023، سجلت بليندكيلد هدفها الدولي الأول مع منتخب الشباب تحت 23 عامًا ضد البرتغال في فوز 3-2. في 24 أكتوبر 2024، بعد 18 شهرًا، سجلت هدفها الثاني مع منتخب إنجلترا للسيدات تحت 23 عامًا في مباراة تعادل 1-1 مع هولندا.

## منتخب إنجلترا
تلقت بليندكيلد أول استدعاء لها مع المنتخب الأول في 19 نوفمبر 2024 للمباراتين الوديتين ضد الولايات المتحدة وسويسرا. وفي 3 ديسمبر، شاركت لأول مرة مع المنتخب الأول ضد سويسرا ضمن التشكيلة الأساسية في مباراة انتهت بنتيجة 1-0. وقد مُنحت بليندكيلد-براون الرقم 233 من قبل الاتحاد الإنجليزي لكرة القدم. وفي 6 يونيو 2025، تم اختيارها كلاعبة احتياطية لبطولة أمم أوروبا 2025.

## الإحصائيات

### النادي
آخر تحديث 10 مايو 2025.
| النادي             | الموسم        | الدوري              | الدوري | الدوري  | كأس الاتحاد الإنجليزي | كأس الاتحاد الإنجليزي | كأس الدوري | كأس الدوري | أوروبا | أوروبا  | الإجمالي | الإجمالي |
| النادي             | الموسم        | القسم               | اللعب  | الأهداف | اللعب                 | الأهداف               | اللعب      | الأهداف    | اللعب  | الأهداف | اللعب    | الأهداف  |
| ------------------ | ------------- | ------------------- | ------ | ------- | --------------------- | --------------------- | ---------- | ---------- | ------ | ------- | -------- | -------- |
| نادي برمنغهام سيتي | 2019-20       | دوري السوبر للسيدات | 1      | 0       | 0                     | 0                     | 1          | 0          | —      | —       | 2        | 0        |
| نادي أستون فيلا    | 2020-21       | دوري السوبر للسيدات | 0      | 0       | 0                     | 0                     | 0          | 0          | —      | —       | 0        | 0        |
| نادي أستون فيلا    | 2021–22       | دوري السوبر للسيدات | 11     | 0       | 1                     | 0                     | 3          | 1          | —      | —       | 15       | 1        |
| نادي أستون فيلا    | 2022–23       | دوري السوبر للسيدات | 21     | 0       | 3                     | 1                     | 5          | 0          | —      | —       | 29       | 1        |
| نادي أستون فيلا    | 2023–24       | دوري السوبر للسيدات | 9      | 0       | 1                     | 0                     | 4          | 0          | —      | —       | 14       | 0        |
| نادي أستون فيلا    | المجموع       | المجموع             | 41     | 0       | 5                     | 1                     | 12         | 1          | —      | —       | 58       | 2        |
| مانشستر سيتي       | 2023–24       | دوري السوبر للسيدات | 6      | 1       | —                     | —                     | —          | —          | —      | —       | 6        | 1        |
| مانشستر سيتي       | 2024–25       | دوري السوبر للسيدات | 11     | 0       | 3                     | 0                     | 1          | 0          | 8      | 1       | 23       | 1        |
| مانشستر سيتي       | الإجمالي      | الإجمالي            | 17     | 1       | 3                     | 0                     | 1          | 0          | 8      | 1       | 29       | 2        |
| إجمالي مسيرته      | إجمالي مسيرته | إجمالي مسيرته       | 59     | 1       | 8                     | 1                     | 14         | 1          | 8      | 1       | 89       | 4        |

### مشاركتها الدولية
آخر تحديث 03 ديسمبر 2024. 
| المنتخب الوطني                   | السنة    | المشاركات | الأهداف |
| -------------------------------- | -------- | --------- | ------- |
| منتخب إنجلترا لكرة القدم للسيدات | 2024     | 1         | 0       |
| الإجمالي                         | الإجمالي | 1         | 0       |

## الإنجازات
حوائز فردية
- أفضل لاعبة شابة في أستون فيلا لموسم 2021-22، 2022-23.